# Bengasi (província)
Bengasi ou Bengazi (em árabe: بنغازي; romaniz.: Benghazi) foi uma província da Líbia. Criada em 1963, à época havia 337 423 residentes e seu território correspondia a Bengasi, Agedábia e Cufra. Em 1973, seu território foi reduzido ao entorno da capital, com o restante formando o Golfo. Em 1973, havia 332 333 residentes. Em 1983, foi substituída pelo distrito de Bengasi.